# Патрік Пірс
Патрік Генрі Пірс (англ. Patrick Henry Pearse, ірл. Pádraig Anraí Mac Piarais; 10 листопада 1879, Дублін — 3 травня 1916, Дублін) — ірландський поет, письменник, учитель, адвокат, революціонер і політик. Один із лідерів Великоднього повстання 1916 року.
З юності був активним учасником кельтського відродження, писав вірші гельською. У 1908 році став засновником школи св. Енди, викладання в якій велося двома мовами. З 1913 року учасник і один із засновників «ірландських добровольців», пізніше вступив в Ірландське республіканське братство (ІРБ).
У 1916 році брав активну участь у підготовці повстання проти англійського правління. Один з авторів Прокламації про незалежність Ірландії. Був одним з семи лідерів повстання, які підписали Прокламацію, більш того, Пірс був проголошений президентом Тимчасового уряду і головнокомандуючим республіканських військ. Через шість днів боїв видав наказ про капітуляцію і 3 травня 1916 року він був розстріляний за вироком військово-польового суду.

## Дитинство

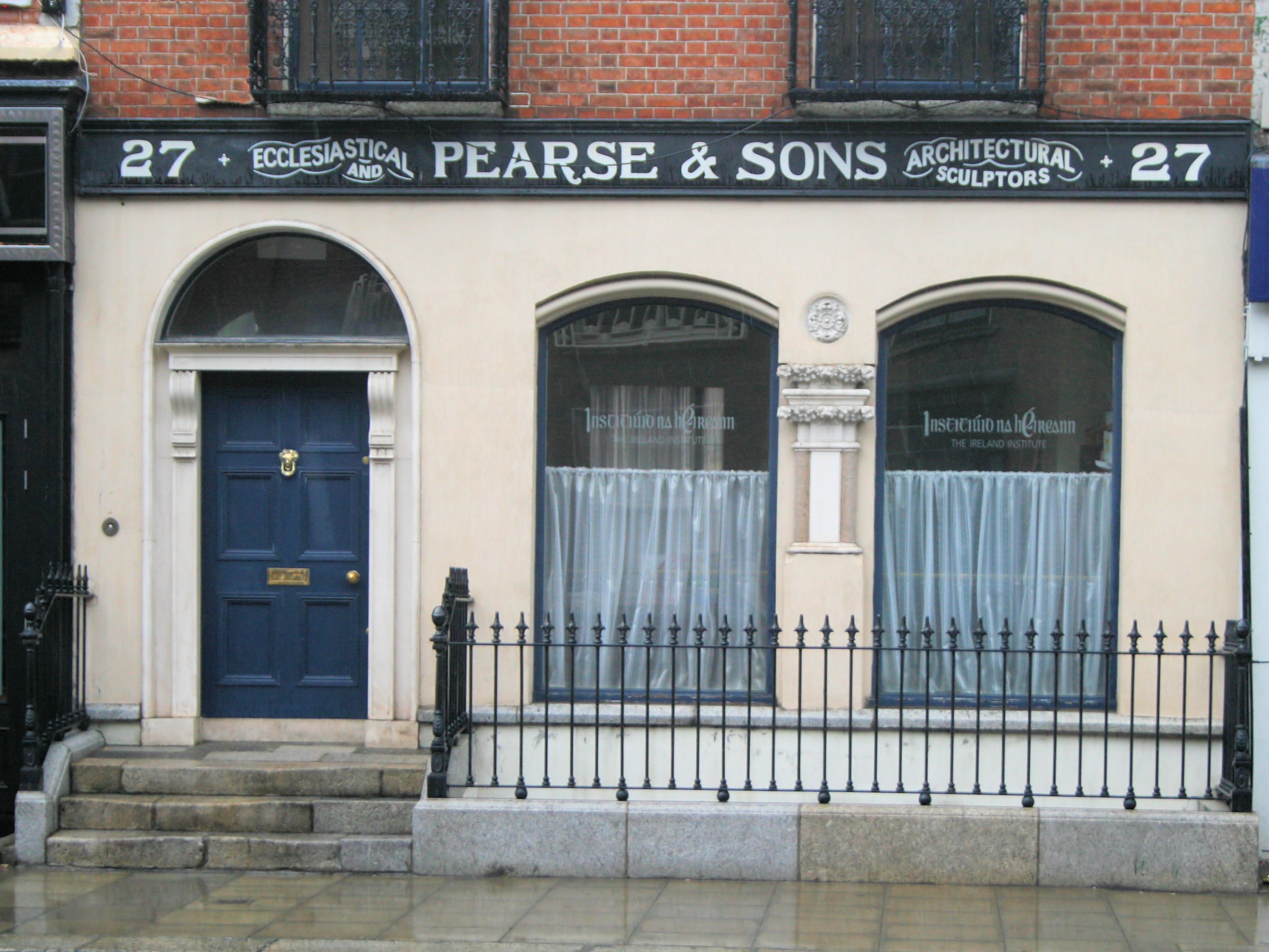
Дім, де народився Патрік Пірс

Народився в Дубліні, в будинку № 27 по вулиці Грейт-Браунсвік (нині вулиця Пірса). Його батько, Джеймс Пірс, англієць, працював муляром і скульптором, в 1850-х роках заснував власну справу, пов'язану з будівельними та оздоблювальними роботами. Бізнес процвітав, і Пірс виріс в досить забезпеченій сім'ї середнього класу. Крім нього у подружжя Пірс було ще троє дітей: Маргарет, Мері і Вільям. Крім того, у Джеймса Пірса було четверо дітей (Емілі, Джеймс, Агнес і Емі — останні дві дочки померли в дитинстві) від першого шлюбу.
Мати, уроджена Маргарет Брейді, переконана католичка, походила з ірландської сім'ї, що пережила Великий Голод в 1846 році і була родом з графства Міт. Вона володіла ірландською мовою і тому допомогла сину вивчити цю мову і захопила легендами та історіями про ірландських героїв. Пірс навчався в католицькій школі, де його любов до ірландської також всіляко заохочували.
У 1896 році вступив в Гельську лігу. У 1903 році йому вже довірили посаду редактора в офіційному друкованому органі Гаельської ліги — газеті «An Claidheamh Soluis» («Меч світла»). В цей же час він починає писати вірші й оповідання — як англійською, так і на ірландській. Щоліта намагається їздити в сільські регіони Ірландії, в Коннахт або Голуей. Крім участі в кельтському відродженні, до 1900 року отримав звання бакалавра мистецтв сучасних мов (ірландська, англійська і французька) в Королівському Ірландському університеті, а також був прийнятий в Кінгс-інн (тобто, отримав право працювати баристером) в 1901 році.

## Школа святої Енди
Пірс вірив, що мова є важливою частиною національної самосвідомості. Спостерігаючи за ірландської шкільною системою, він прийшов до висновку, що вона спрямована на виховання добропорядних англійців, або слухняних ірландців. Для Пірса, як і для багатьох інших діячів кельтського відродження, справа збереження мови було справою першорядної важливості. Однак, на початку ХХ століття, навіть багато католицьких шкіл відмовлялися від викладання ірландською мовою. Пірс вирішує відкрити свою школу, повністю двомовну. І в 1908 році він за підтримки свого брата і Томаса Макдони став засновником школи святої Енди. Спочатку школа розташовувалася в дублінському передмісті Ренель, проте через два роки Пірс переніс її в Ратфарнем, інше передмістя Дубліна.
Наступні кілька років Пірс з успіхом втілював в життя свої плани. Навчання включало в себе уроки ірландської мови, літератури, історії, Пірс виїжджав з учнями в Гелтахт на заході Ірландії, потім підшукав більш, як йому здавалося, ідилічне місце для школи — в Ратфернемі. Пірс на додачу брав участь у створенні школи св. Іти — жіночого навчального закладу зі схожими принципами.
Незважаючи на всі старання, фінансові справи школи (і самого Пірса) йшли недобре. До того ж, в 1913 році він затіяв видання власної газети «An Barr Buadh» («Труба перемоги»). Намагаючись їх виправити, в 1914 році Пірс поїхав у фандрайзингову поїздку в США, де, завдяки своїм ораторським талантам, йому вдалося переконати деяких ірландських емігрантів (таких, як Джон Дівой і Джозеф Макгарріті) спонсорувати школу.

## Політична діяльність
З самого дитинства Пірса оточували сімейні розмови про політику і свободи Ірландії. Його батько був прихильником Чарльза Парнелла, і з таких же поглядів був і сам Патрік. В юності його однокласники відгукувалися про нього, як про людину дуже поміркованих поглядів. Довгий час Пірс щиро вважав, що Ірландія повинна залишатися частиною Великої Британії, нехай і самокерованої. Поступова зміна його поглядів почалося разом з пошуками фінансування для школи. У США Пірс познайомився з ірландськими націоналістами, членами Ірландського республіканського братства.
У 1911 році Парламент прийняв закон, за яким Палата лордів більше не могла накласти вето на закон, прийнятий Палатою громад. Це відродило рух на підтримку гомруля — законопроєкту, який раніше вже двічі був ветований Палатою лордів. В початку 1912 Джон Редмонд, лідер Ірландської парламентської партії, ініціював в Ірландії рух на підтримку законопроєкту про гомрул. Пірс брав участь в цих заходах і навіть виголосив промову на підтримку законопроєкту. Пірс говорив по-ірландськи і закінчив свою промову словами: «Ми повинні дати зрозуміти англійцям, що якщо вони знову обдурять нас, вся Ірландія покриється червоним полум'ям війни».
На той час Пірс вже вважав гомруль «лише початком». У своїй газеті він порівнював прийняття закону про гомруль із звільненням в'язня від одного з пари своїх кайданів. Протягом 1912 року Пірс (почасти через потреби в грошах) регулярно писав статі в республіканську газету «Irish Freedom», де вказував на вигоди гомруля і викладав своє бачення політичного життя після його прийняття. Однак з розвитком подій змінювалися і погляди Пірса. Дублінський локаут і створення «Ольстера добровольців» привели його до думки, що політичні вимоги необхідно підтримати загрозою силового впливу.
У листопаді 1913 року взяв участь в створенні «ірландських добровольців» — організації, покликаної забезпечити успішний вступ в силу закону про гомрулі (на той час, вже пройшов через Палату громад). Пірс виступив з промовою і став одним з членів керуючого комітету і навіть більш того — був призначений відповідальним за організацію, тобто відповідав за залучення нових членів і координацію секцій всередині «Добровольців». Пірс продовжує писати статті — тепер уже і в підтримку нової організації — а також виступає в якості її публічного представника. Зокрема, разом з сером Роджером Кейсмент в січні 1914 він відвідав Лімерик, де виступив на мітингу прихильників гомруля.
У лютому 1914 року вирушив до США. Спочатку планував провести лекційне турне ще в 1910 році, проте вирушити вдалося лише через чотири роки. Не добившись грошей від помірних представників ірландської діаспори в Америці, Пірс звернувся до радикалів, таких як Дівой і Макгерріті. Щоб завоювати їхню довіру, Пірс, за рекомендацією Кларка, Хобсона і Макдермотта, вступив в Ірландське республіканське братство.

## ІРБ
До вступу в ІРБ Пірс не був активним прихильником революційної боротьби за незалежність Ірландії. Він навіть висловлював думку, що навчаючи в своїй школі дітей гельською та історії Ірландії, він займається більш революційною діяльністю, чим все Братство разом взяте. Однак під час поїздки в США Пірс активно спілкувався з представниками місцевого осередку ІРБ, особливо з Макгерріті і Діво. Їм вдалося значно змінити політичні погляди Пірса, і в Ірландію він повернувся вже прихильником республіки і революційної діяльності.
Розмови про організацію повстання велися в ІРБ з початку 1914 року, але Кларк переконав своїх товаришів почекати, поки вплив ІРБ серед «ірландських добровольців» не зміцниться. Після початку Першої Світової війни становище змовників ускладнилося: з одного боку, було вирішено скористатися непростим становищем Британії через війну і організувати повстання найближчим часом. З іншого боку, Джон Редмонд звернувся до «Добровольців» із закликом записуватися в британську армію, викликавши таким чином розкол в русі. Пірс був одним з лідерів тих, хто проігнорував цей заклик. Він і його товариші опинилися в меншості: їх залишилося близько 15 000 чоловік проти 175 000.
В кінці 1914 року Пірс був призначений відповідальним за військові операції в «ірландських добровольцях». У 1915 році він активно їздив по країні, виголошував промови, читав лекції, пропагуючи ідеї вільної та республіканської Ірландії. Також він займався організацією маневрів, маршів і стрільб для учасників «Добровольців». Чим довше затягувалася війна, тим більше симпатій викликала у ірландців кампанія «Добровольців». Пірс, Кларк і інші члени ІРБ приступили до планування повстання і зробили спроби заручитися допомогою Німеччини. 1 серпня 1915 року на похоронах Єремії О'Донован Пірс сказав надгробну промову, яку закінчив знаменитою фразою «Невільна Ірландія ніколи не буде мирною».